# Sulciferus thaumasius
Sulciferus thaumasius är en mångfotingart som beskrevs av Carl Graf Attems 1898. Sulciferus thaumasius ingår i släktet Sulciferus och familjen orangeridubbelfotingar. Inga underarter finns listade i Catalogue of Life.